# Lena Stojković
Lena Stojković, född 3 januari 2002, är en kroatisk taekwondoutövare.

## Karriär
I april 2021 tog Stojković sitt första EM-guld i 46 kg-klassen vid EM i Sofia efter att ha besegrat ryska Larisa Medvedeva i finalen. I maj 2022 försvarade hon sitt EM-guld i 46 kg-klassen vid EM i Manchester genom att besegra turkiska Emine Göğebakan i finalen. I november 2022 tog Stojković sitt första VM-guld i 46 kg-klassen vid VM i Guadalajara efter att ha besegrat turkiska Rukiye Yıldırım i finalen.
I juni 2023 försvarade Stojković sitt VM-guld i 46 kg-klassen vid VM i Baku efter att ha besegrat thailändska Kamonchanok Seeken i finalen. Samma månad tog hon även guld i 46 kg-klassen vid europeiska spelen i Kraków-Małopolska efter att ha besegrat italienska Sofia Zampetti i finalen.
I maj 2024 tog Stojković sitt tredje raka EM-guld i 46 kg-klassen vid EM i Belgrad efter att ha besegrat bosniska Džejla Makaš i finalen. Vid olympiska sommarspelen 2024 i Paris tog hon brons i 49 kg-klassen.